# Осмат калия
Осмат калия — неорганическое соединение, соль металла калия и неустойчивой в свободном состоянии осмиевой кислоты с формулой K2OsO4,
слабо растворяется в воде,
образует кристаллогидрат — фиолетовые кристаллы.

## Получение
- Восстановление оксида осмия(VIII) нитритом калия в щелочной среде:

{\displaystyle {\mathsf {OsO_{4}+KNO_{2}+2KOH+H_{2}O\ {\xrightarrow {}}\ K_{2}OsO_{4}\cdot 2H_{2}O\downarrow +KNO_{3}}}}

## Физические свойства
Осмат калия образует кристаллогидраты состава K2OsO4•2H2O (или K2[OsO2(OH)4]) — фиолетовые кристаллы
тетрагональной сингонии,
пространственная группа I 4/m,
параметры ячейки a = 0,556 нм, c = 0,944 нм.

## Химические свойства
- При нагревании в инертной атмосфере кристаллогидрат теряет воду:

{\displaystyle {\mathsf {K_{2}OsO_{4}\cdot 2H_{2}O\ {\xrightarrow {200^{o}C}}\ K_{2}OsO_{4}+2H_{2}O}}}
- Окисляется при нагревании на воздухе:

{\displaystyle {\mathsf {2K_{2}OsO_{4}+O_{2}\ {\xrightarrow {T}}\ 2OsO_{4}+2K_{2}O}}}
- Диспропорционирует при реакции с кислотами:

{\displaystyle {\mathsf {2K_{2}OsO_{4}+2H_{2}SO_{4}\ {\xrightarrow {}}\ OsO_{4}+OsO_{2}+2K_{2}SO_{4}+2H_{2}O}}}